# Cim Dahlle
Cim Dahlle, född 1993 på Åland, är en finlandssvensk rockmusiker och poet.
Dahlle började som elbasist i det svenska rockbandet The Headlines år 2015 och den 4 augusti 2017 släppte hon sitt första soloalbum, Run from What's Comfortable.
År 2019 släppte hon tillsammans med duon The Damage Done, som består av Simon Kullberg (trummor) och Johan Börnå-Lindén (kontrabas) albumet Basement Pirate 13 på svenska Birdnest Records. 
Det självbetitlade albumet Cim Dahlle & The Damage Done utkom 2023 på Trash Can Fire Records.
År 2022 vann Cim Dahlle första pris i Arvid Mörne-tävlingen för sin diktsvit Havets kvarnar och sedan år 2023 är hon leadgitarrist i rockbandet Va rocks.
Cim Dahlle var sommarpratare i radioprogrammet Vegas sommarpratare i YLE år 2023.